# Radim Vrbata
Radim Vrbata (Mladá Boleslav, 13 giugno 1981) è un hockeista su ghiaccio ceco, di ruolo ala.

## Carriera
Vanta oltre 1000 presenze in NHL con le maglie di Colorado Avalanche (che lo avevano scelto al draft 1999), Carolina Hurricanes, Chicago Blackhawks, Phoenix Coyotes, Tampa Bay Lightning, Vancouver Canucks, Arizona Coyotes e Florida Panthers.
Dal 2011 è comproprietario, al 33%, della squadra dove ha mosso i primi passi, il BK Mladá Boleslav.
Con la nazionale ceca si è laureato campione del mondo nel 2005 in Austria. Era stato campione del mondo anche con nazionale Under-20 nel 2001.

## Vita privata
Anche il fratello minore David è un giocatore di hockey su ghiaccio professionista.